# Агент в оставка
„Агент в оставка“ (на английски: See Spot Run) е американска комедия от 2001 година на режисьора Джон Уайтсел, по сценарий на Джордж Кало, Грегъри Пойрер, Дан Барън, Крис Фейбър, Стюарт Гибс, Грег Титли, Андрю Дийн и Майкъл Александър Милър. Във филма участват Дейвид Аркет, Майкъл Кларк Дънкан, Лесли Биб, Джо Витерели, Ангъс Джоунс, Антъни Андерсън и Пол Сорвино. Филмът излиза на екран в Съединените щати на 2 март 2001 г.

## Актьорски състав
| Актьор              | Роля           |
| ------------------- | -------------- |
| Дейвид Аркет        | Гордън Смит    |
| Ангъс Джоунс        | Джеймс         |
| Майкъл Кларк Дънкан | Мърдок         |
| Пол Сорвино         | Сони Талия     |
| Лесли Биб           | Стефани        |
| Антъни Андерсън     | Бени Уошингтън |
| Сара-Джейн Редмънд  | Агент Шарп     |
| Джо Витерели        | Джино Вако     |
| Стив Шрипа          | Арлис Донато   |
| Каван Смит          | Рики           |
| Ким Хоторн          | Касавитис      |

## Продукция
Филмът е заснет във Ванкувър от 12 юни до 7 август 2000 г.

## Саундтрак
1. „Atomic Dog“ – Джордж Клитън
2. „Can't Smile Without You“ – Бари Манилоу
3. „Bust a Move“ – Йънг Ем Си
4. „At Last“ – Ета Джеймс
5. „Mr. Sandman“ – Чордетс
6. „Dog“ – Milo Z
7. „Hampster Dance“ – Hampton the Hampster
8. „For Once in My Life“ – Стиви Уондър
9. „As Long as You're Loving Me“ – Vitamin C